# Mago (fantasia)

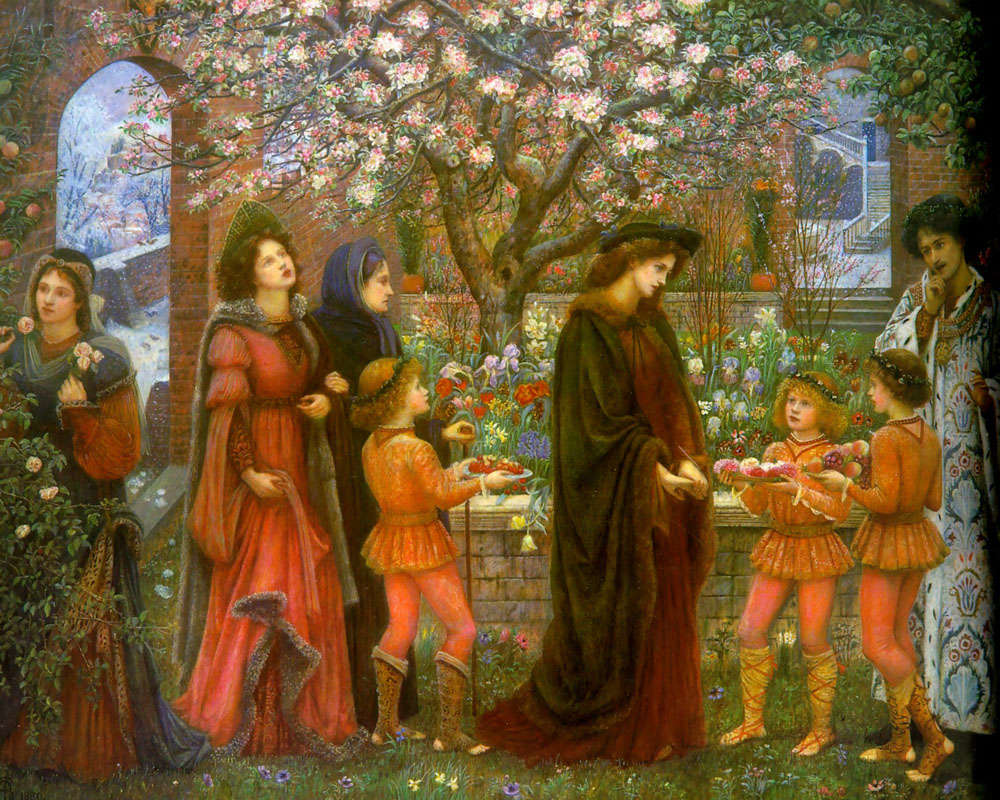
O Jardim Encantado de Messer Ansaldo, de Marie Spartali Stillman (1889): Um mágico faz um jardim dar frutos e flores no inverno para Messer Ansaldo conquistar o coração de uma mulher casada.

Mago(a), ou também magista, feiticeiro(a), sortílego(a), mágico(a), encantante, entre outros termos e, em inglês, warlock, wizard(ess/er), witch(er), enchantress(er), sorceress(er) etc; é alguém que usa ou pratica magia derivada de fontes sobrenaturais, ocultas, ou arcanas.:54 Essas são figuras comuns em obras de fantasia, como literatura de fantasia e role-playing games, e desfrutam de uma rica história em mitologia, lendas, ficção e folclore.

## Arquétipos de personagens

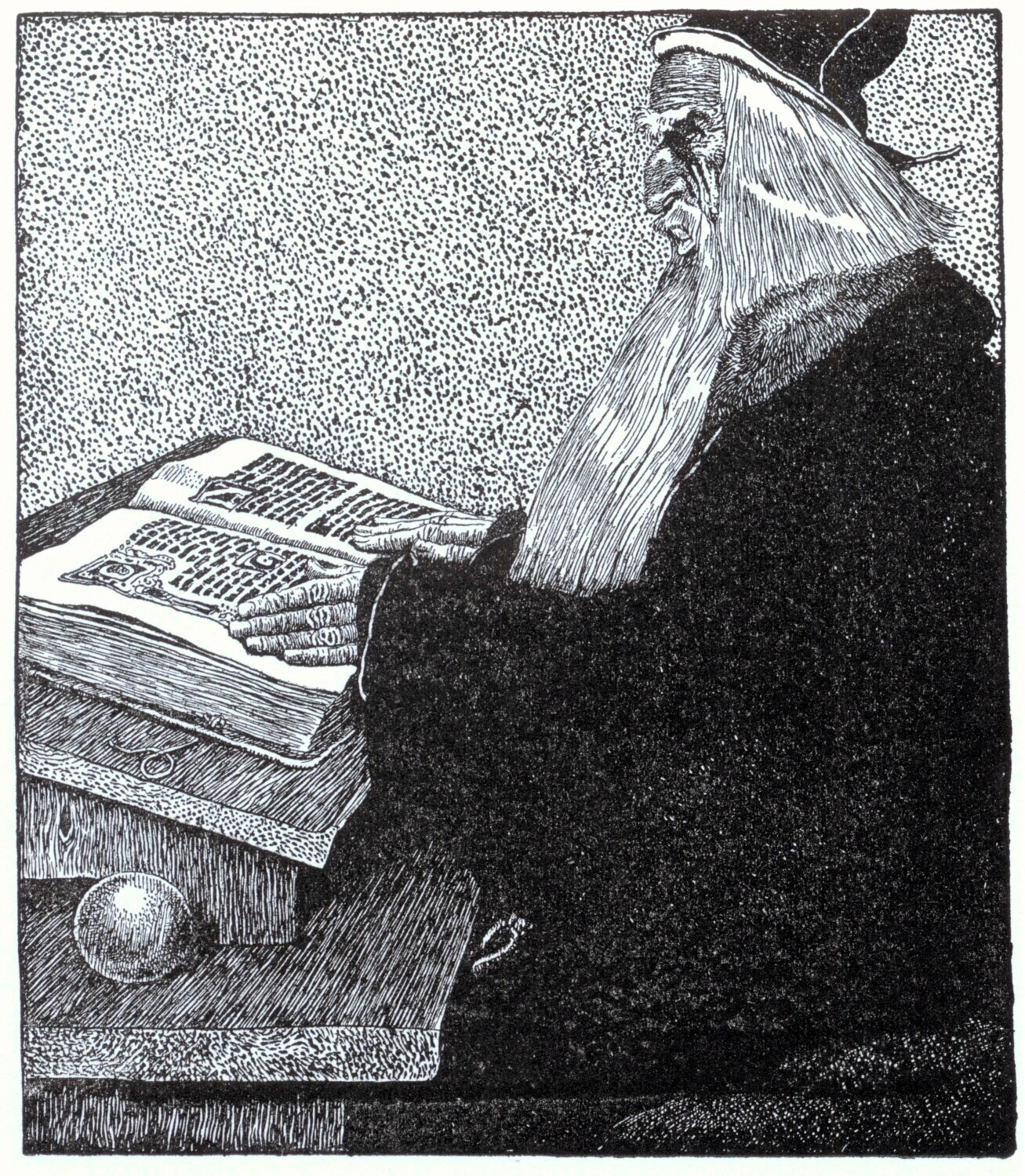
O Encantador Merlin, por Howard Pyle, de A História do Rei Arthur e Seus Cavaleiros (1903)

No romance medieval de cavalaria, praticantes de magia geralmente aparecem como alguém monstruoso velho sábio e atua como um mentor, como Merlin das histórias do Rei Arthur sendo um exemplo primordial.:195 Alguns como Gandalf em O Senhor dos Anéis e Alvo Dumbledore de Harry Potter também são apresentados como mentores, e Merlim permanece proeminente como uma força tanto educativa quanto mentora nas obras Arturianas modernas.:637 Outros, como Saruman de O Senhor dos Anéis ou Lord Voldemort de Harry Potter, podem aparecer como vilões hostis.:193 Feiticeiros vilões eram tão cruciais para a fantasia pulp que o gênero em que apareceram foi apelidado de espada e feitiçaria.:885
O Feiticeiro de Terramar, de Ursula K. Le Guin, explorou a questão de como os magos aprenderam sua arte, introduzindo na fantasia moderna o papel do mago como protagonista. Este tema foi desenvolvido na fantasia moderna, muitas vezes levando os magos como heróis em suas próprias missões. Tais heróis podem ter seu próprio mentor, um mago também.:637
Os magos podem ser projetados de maneira semelhante ao professor distraído: sendo tolo e propenso a conjurar magias falhas. Eles também podem ser capazes de grande mágica, boa ou má.:140–141 Até os bruxos cômicos costumam ter grandes feitos, como os de Miracle Max em A Princesa Prometida; embora ele seja um mago detonado demitido pelo vilão, ele salva o herói que está morrendo.

### Aparência

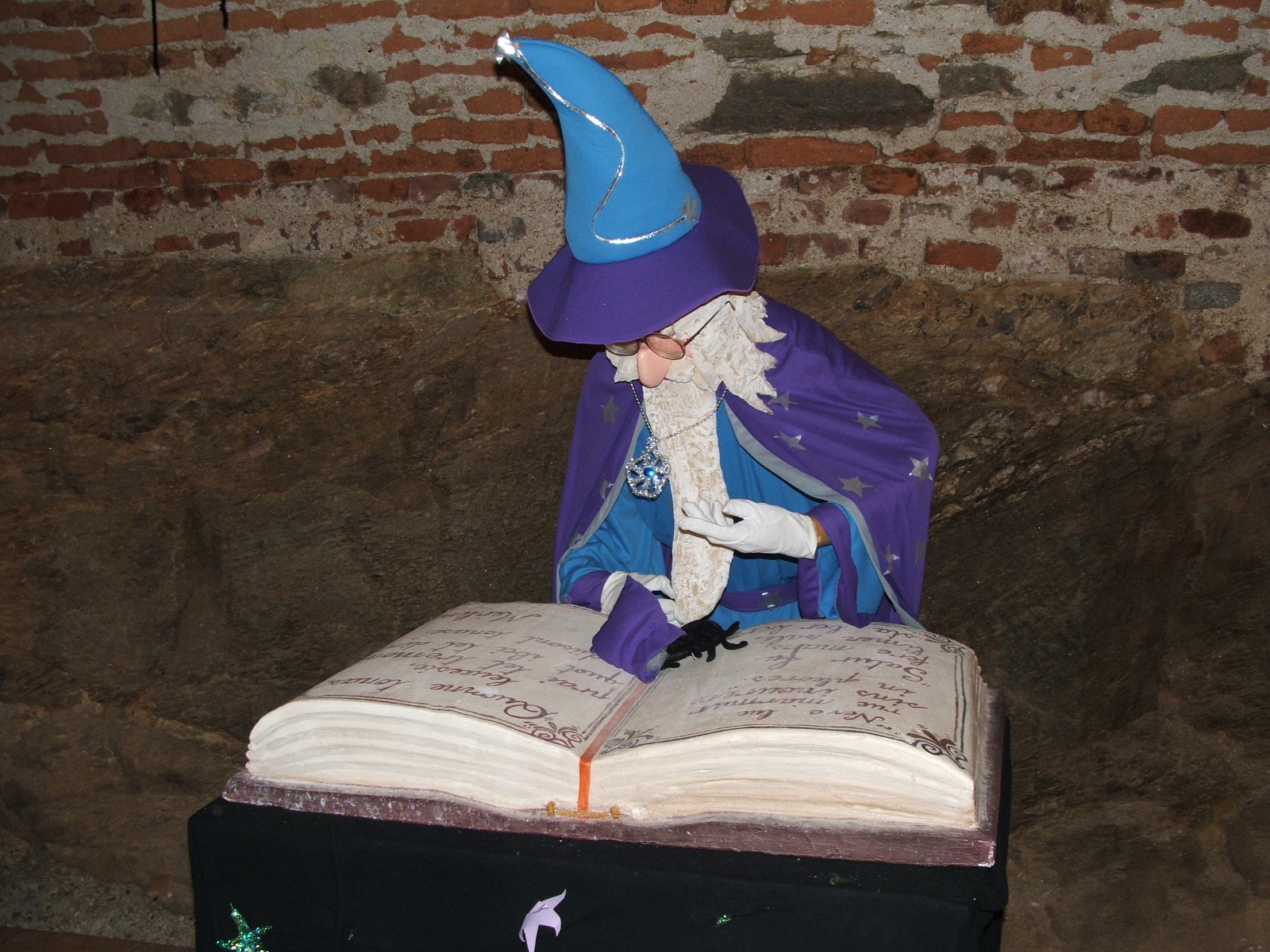
Assistente de cabelos brancos e barba branca com roupões e chapéu pontudo

Magos costumam ser retratados como pessoas velhas, de cabelos brancos, e longas barbas que, em geral, refletem sua idade. Essa representação é anterior ao gênero da fantasia moderna, derivada da imagem tradicional de sacerdotes do zoroastrismo influenciando personagens posteriores como Merlin. Terry Pratchett descreveu as vestes como a maneira de um mago estabelecer com aqueles que eles encontram de que são capazes de praticar magia.
Já bruxas, e feiticeiras quase sempre aparecem como velhas de aparência assustadora ou jovens tão mortais quanto sedutoras. Essas representações derivam respectivamente do imaginário medieval e da imagem das fadas e sereias.

### Limites

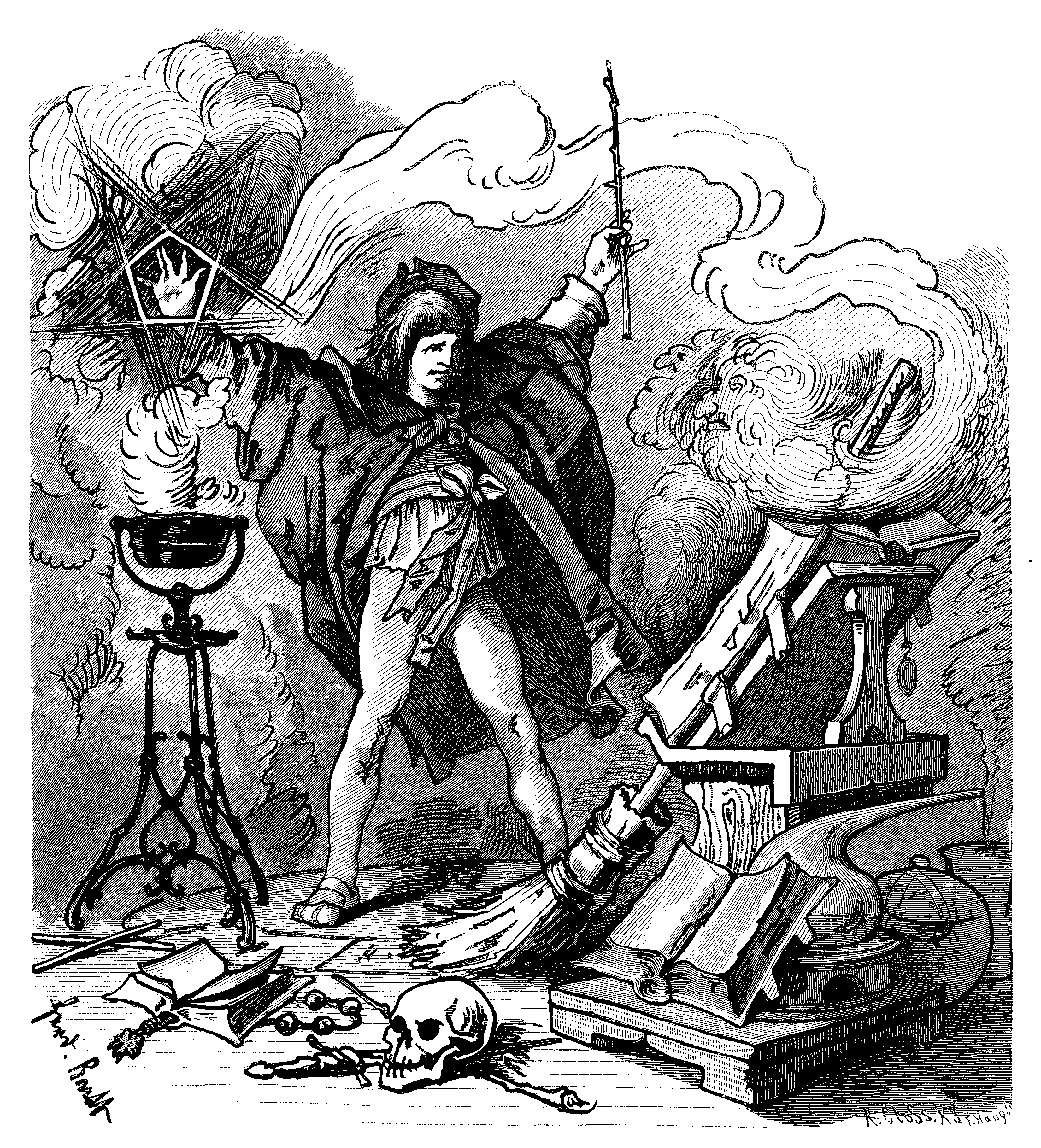
Ilustração por Ferdinand Barth (1882) do poema de Goethe O Aprendiz de Feiticeiro

Para introduzir conflito, os escritores de ficção de fantasia muitas vezes impõem limites às habilidades mágicas dos magistas para impedir que resolvam problemas com muita facilidade.:616 Em The Magic Goes Away, de Larry Niven, quando a mana de uma área se esgota, ninguém pode usar magia. :942 Um limite comum inventado por Jack Vance em sua série The Dying Earth, e mais tarde popularizado em role-playing games, é que um mago só pode lançar um número específico de feitiços em um dia.:385
A magia também pode exigir vários sacrifícios ou o uso de certos materiais, como pedras preciosas, sangue ou sacrifício vivo. Mesmo que o mágico não tenha escrúpulos, a obtenção do material pode ser difícil. 
A extensão do conhecimento de um mago é limitada a quais feitiços um mago conhece e pode lançar. A magia também pode ser limitada por seu perigo; se um feitiço poderoso pode causar sérios danos se for mal interpretado, é provável que os magos sejam cautelosos ao usá-lo.:142 Outras formas de magia são limitadas por consequências que, embora não sejam inerentemente perigosas, são pelo menos indesejáveis. Em A Wizard of Earthsea, todo ato de magia distorce o equilíbrio do mundo, o que, por sua vez, tem consequências de longo alcance que podem afetar o mundo inteiro e tudo o que nele existe. Como resultado, magos competentes não usam sua magia frivolamente.

## Nomes e terminologia
As pessoas que trabalham com magia são chamadas por vários nomes em obras de fantasia, e a terminologia difere amplamente de um mundo de fantasia para outro. Embora derivados do vocabulário do mundo real, os termos magista, encantador(a/triz), acólito/a, assistente de magia, bruxa/o, prestidigitador(a), feiticeiro/a, encantante, druida/esa, sortílego/a, azarador(a), mandingueiro(a) mágico/a, mago/a, magus ou lançador(a)/conjurador(a) de feitiços/bruxedos/encantos/encantamentos e etc. têm significados diferentes, dependendo do contexto e da história em questão.:619
O termo arquimago/a é usado em obras de fantasia como um título para alguém com elevadas habilidades magicas ou que lidera praticantes de magia.:1027

### Razões para diferir esses termos

A Poção do Amor de Evelyn De Morgan (1903)

Nos jogos de interpretação de papéis, os tipos de usuários de mágica são mais delineados e são nomeados para que os jogadores e mestres do jogo possam saber quais regras se aplicam, como a divisão de "escolas de magia".:385 Gary Gygax e Dave Arneson introduziram o termo "usuário de magia" no Dungeons & Dragons original como um termo genérico para um praticante de magia (para evitar as conotações de termos como wizard ou warlock); isso durou até a segunda edição de Advanced Dungeons & Dragons, onde foi substituída por mago(mais tarde, para se tornar wizard). As regras exatas variam de jogo para jogo. O wizard ou mago, como uma classe de personagem, se distingue pela capacidade de lançar certos tipos de magia, mas sendo fraco em combate; subclasses são distinguidas por pontos fortes em algumas áreas de magia e fraqueza em outras. Os feiticeiros se distinguem dos magos por terem um dom inato com a magia, além de terem ascendência mística ou mágica. Já os bruxos se distinguem dos feiticeiros por fazerem pactos proibidos com criaturas poderosas para aproveitar seus dons mágicos inatos.
Os encantadores costumam praticar um tipo de magia que não produz efeitos físicos em objetos ou pessoas, mas engana o observador ou o alvo através do uso de ilusões. As encantadoras em particular praticam essa forma de mágica, muitas vezes para seduzir ou manipular.:318 Por exemplo, a Dama do Vestido Verde em A Cadeira de Prata, de C. S. Lewis, encanta Rilian a esquecer seu pai e Nárnia; quando esse encantamento é quebrado, ela tenta encantá-lo com uma fumaça doce e um instrumento musical vibrante para confundir ele e seus salvadores a esquecê-los novamente.
O termo bruxo é usado com mais frequência quando o mago em questão é mau. Isso pode derivar de seu uso em espada e feitiçaria, onde o herói seria o manejador de espadas, deixando a bruxaria para seu oponente.:885
Bruxa também carrega conotações más. L. Frank Baum nomeou Glinda a "Bruxa Boa do Sul" em O Maravilhoso Mágico de Oz. Na Terra Maravilhosa de Oz , ele a apelidou de "Glinda, a Boa", e a partir desse momento e nos livros subsequentes Baum se referiu a ela como feiticeira e não como bruxa para evitar o termo que era mais considerado mau.

### Títulos baseados em gênero
Wizard(geralmente traduzido como mago) normalmente se refere a um homem, enquanto witch(geralmente traduzido como bruxa) normalmente se refere a uma mulher. Em Harry Potter, homens com habilidades mágicas são chamados de wizards(bruxos) e mulheres de witches(bruxas). O termo mago é às vezes usado como um equivalente masculino de bruxa na ficção. No entanto, qualquer um dos termos pode ser usado em qualquer gênero gramatical. Se os dois termos forem usados no mesmo universo ficcional, eles podem indicar praticantes da mesma modalidade de magia, mas de diferentes gêneros, como em Harry Potter, ou podem indicar praticantes de diferentes tipos de magia, independente do gênero, como no Discworld.:1027

## Traços dos magos
Um motivo comum na ficção é que a capacidade de usar magia é inata e geralmente rara, ou adquirida através de uma grande quantidade de estudos e práticas.:616 Na Terra Média de J. R. R. Tolkien, ela se limita principalmente a não-humanos, embora alguns humanos ganhem pequenas quantidades e se tornem conhecidos como feiticeiros; magos, por outro lado, são espíritos poderosos semelhantes a anjos encarnados. Em trabalhos de muitos escritores, é reservada para um grupo seleto de humanos e/ou a seres mágicos, como nos livros de Harry Potter, de J. K. Rowling

## Educação

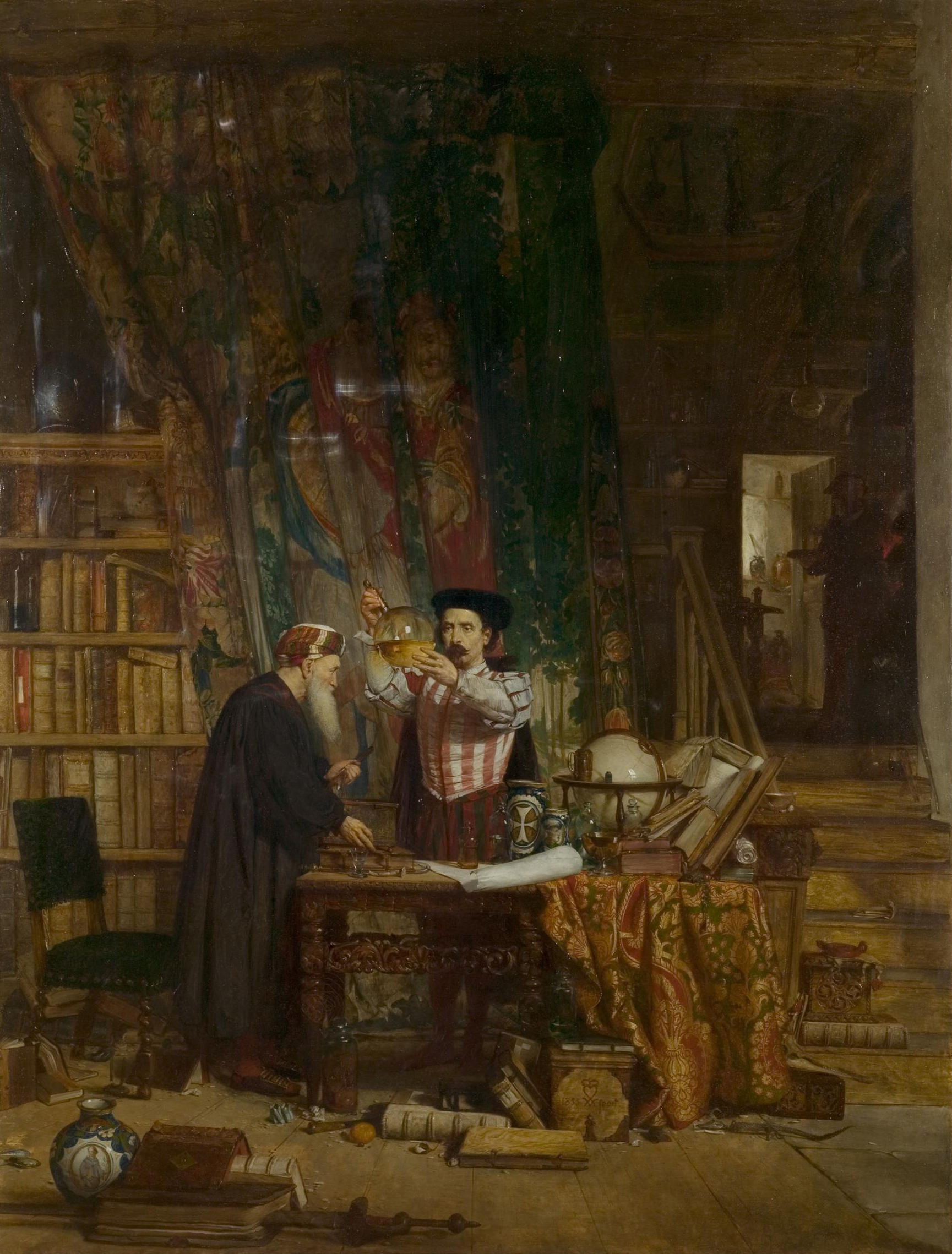
O Alquimista de William Fettes Douglas (1853): estudando pelo conhecimento arcano

Os mágicos normalmente aprendem feitiços lendo tomos antigos chamados grimórios, que podem ter suas próprias propriedades mágicas.:126 Os feiticeiros de Conan, o Bárbaro, frequentemente obtinham poderes de tais livros, que são demarcados por suas estranhas ligações. Em mundos onde a magia não é uma característica inata, a escassez desses livros estranhos pode ser uma faceta da história; em A Midsummer Tempest, de Poul Anderson, o príncipe Rupert busca os livros do mágico Prospero para aprender magia.

## Materiais mágicos

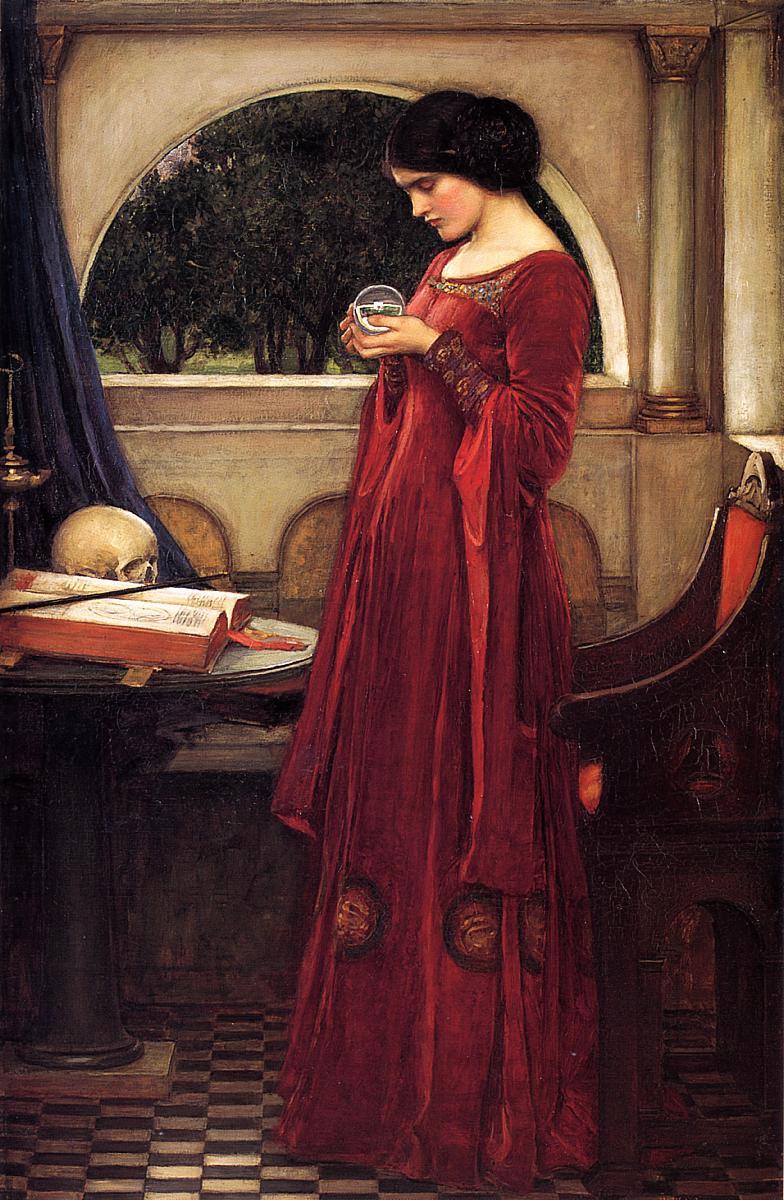
A Bola de Cristal por John William Waterhouse (1902): usando material para fins mágicos; o cristal, um livro, uma caveira e uma varinha

Historicamente, muitos mágicos autoproclamados exigiam materiais raros e preciosos, tais como bolas de cristal, ervas raras (geralmente escolhidas por rituais prescritos) e produtos químicos, como mercúrio. Isso é menos comum na fantasia. Muitos mágicos não precisam de nenhum material;:617 aqueles que o fazem podem exigir apenas materiais simples e facilmente obtidos.
Varinhas e cajados há muito tempo são usados como requisitos para o mago.:152 A primeira varinha mágica foi apresentada na Odisséia, usada por Circe para transformar os homens de Odisseu em animais. Os contos de fadas italianos colocam varinhas nas mãos de fadas poderosas no final da Idade Média. Hoje, varinhas mágicas são difundidas e são usadas no Mundo Bruxo de Harry Potter. Em O Senhor dos Anéis, Gandalf se recusa a entregar seu próprio cajado, quebrando o de Saruman, o que tira deste o seu poder. Essa dependência de um item mágico em particular é comum e necessária para limitar o poder do mago pelo bem da história - sem ele, os poderes do mago podem ser enfraquecidos ou ausentes por completo. No universo de Harry Potter, um mago deve gastar muito mais esforço e concentração para usar a magia sem uma varinha, e apenas alguns podem controlar a magia sem uma varinha; tirar a varinha de um mago em batalha essencialmente o desarma.

## Uso de magia
No entanto, muitos mágicos vivem em ambientes pseudo-medievais nos quais sua magia não é posta em prática na sociedade; eles podem servir como mentores, atuar como companheiros de missão ou até fazer uma jornada eles próprios,:1027 mas sua mágica não constrói estradas ou edifícios, fornece imunizações, constrói encanamento interno ou executa qualquer outra função servida por maquinaria; seus mundos permanecem em um nível medieval de tecnologia.
Às vezes, isso é justificado pelo fato de os efeitos negativos da mágica superarem as possibilidades positivas.:8 Em Windrose Chronicles, de Barbara Hambley, os magos estão precisamente comprometidos em não interferir por causa do terrível dano que podem causar. No Discworld, a importância dos magos é que eles não fazem mágica ativamente, porque quando os bruxos têm acesso a muita "energia taumatúrgica", eles desenvolvem muitos atributos psicóticos e podem eventualmente destruir o mundo. Isso pode ser um efeito direto ou o resultado de um feitiço conjurado erroneamente, causando estragos terríveis.:142
Os poderes atribuídos aos mágicos geralmente afetam seus papéis na sociedade. Em termos práticos, seus poderes podem lhes dar autoridade; mágicos podem aconselhar reis, como Gandalf em O Senhor dos Anéis e Belgarath e Polgara, a Feiticeira, em The Belgariad, de David Eddings. Eles podem ser os próprios governantes, como em The Worm Ouroboros, de E. R. Eddison, em que tanto os heróis quanto os vilões, embora reis e senhores, suplementam seu poder físico com conhecimento mágico, ou como na Trilogia Bartimaeus, de Jonathan Stroud, onde os mágicos são a classe governante.:1027 Por outro lado, os mágicos costumam viver como eremitas, isolados em suas torres e frequentemente no deserto, não trazendo mudanças para a sociedade. Em alguns trabalhos, como muitos de Barbara Hambly, eles são desprezados e excluídos especificamente por causa de seus conhecimentos e poderes.:745